# China Xinhua Airlines
China Xinhua Airlines (chinesisch 中国新华航空, Pinyin Zhōngguó Xīnhuá Hángkōng) ist eine chinesische Fluggesellschaft mit Sitz in Peking und Basis auf dem Flughafen Peking.

## Geschichte
China Xinhua Airlines wurde im August 1992 gegründet und absolvierte 1993 ihren Erstflug.
Im Juni 2001 wurde die Fluggesellschaft als Tochtergesellschaft in die HNA Group integriert und ab 2007 mit anderen Airlines in die Grand China Air zusammengefasst. Diese Fusion wurde jedoch nach wie vor nicht vollumfänglich abgeschlossen – China Xinhua Airlines fliegt zwar im Markenauftritt ihrer Schwestergesellschaften, jedoch nach wie vor unter eigenem Namen.

## Flotte
Mit Stand Juli 2022 besteht die Flotte der China Xinhua Airlines aus einem Flugzeug:
| Flugzeugtyp    | aktiv | bestellt | Anmerkungen |
| -------------- | ----- | -------- | ----------- |
| Boeing 737-800 | 1     | –        |             |

## Zwischenfälle
- Am 27. September 2000 wurde eine Boeing 737 der China Xinhua Airlines auf dem Flug 126 auf dem Weg von Baotou nach Peking entführt. Der Entführer verlangte nach Süden geflogen zu werden. Die Besatzung ging auf die Forderung ein. Als sich das Flugzeug Jinan näherte, ging der Treibstoff langsam aus und der Entführer stach in Panik auf den Kapitän und den Kopiloten ein. Daraufhin wurde der Entführer von einem chinesischen Air Marshal erschossen. Der Kopilot war trotz seiner Stichwunden in der Lage das Flugzeug sicher zu landen. Sowohl der Kapitän und der Kopilot, als auch alle anderen Passagiere überlebten.[3]